# Laurent Martinet
Jean-Laurent Martinet (La Thuile, 1799 - Saint-Rhémy-en-Bosses, 28 août 1858) est un avocat et un homme politique valdôtain de langue française.

## Biographie
Issu d'une famille libérale, fils de Jean-Joseph et Catherine Pascal, il est le neveu et homonyme du Sous-préfet pendant la période napoléonienne, Jean-Laurent Martinet fut une figure de premier plan sur la scène politique régionale au XIXe siècle. Pour cette raison, en 1821, il dut se réfugier en Suisse pour fuir les « révolutions des socques », le mouvement antirévolutionnaire valdôtain.
De retour dans en Vallée d'Aoste, il a fait partie du mouvement laïc régional à l'époque où se diffusaient les idéaux indépendantistes italiens. Le 27 avril 1848, il fut élu au Parlement subalpin dans la circonscription Aoste-Morgex, où il a représenté la Vallée d'Aoste pendant neuf ans, en promouvant une politique de réforme démocratique par des mesures telles que l'école primaire obligatoire, la sauvegarde du particularisme valdôtain et de la langue française, en particulier dans le domaine juridique et législatif. Il est député de 1848 à 1857 durant les cinq premières législatures du Parlement du royaume de Sardaigne.
Il abandonna le projet du tunnel du Mont-Blanc à cause des difficultés qu'il présentait, pour soutenir celui de la ligne de chemin de fer Chivasso - Aoste.
Avec Félix Orsières il dénonça dans le journaux locaux tels que La Feuille d'annonces d'Aoste et Le Constitutionnel valdôtain les lacunes dans le domaine sanitaire et de l'instruction publique dans le chef-lieu régional, en prônant la construction d'une crèche, de bibliothèques et de musées.
Il dénonça également les responsabilités des membres du clergé valdôtain en les accusant d'avoir fomenté la troisième « révolution des socques » en 1853.
Il meurt prématurément, à 58 ans, près de Saint-Rhémy-en-Bosses, lors d'une excursion au col du Grand-Saint-Bernard.
Il était l'oncle de la poétesse Eugénie Martinet, et son oncle Jules a été syndic d'Aoste.

## Hommages
Une plaque commémorative à l'hôtel de ville d'Aoste et la rue reliant l'avenue de Genève avec la place Pierre-Léonard Roncas à Aoste lui ont été dédiées.